# Tratado de Ninfeo (1214)
El Tratado de Ninfeo (en griego: Συνθήκη του Νυμφαίου) fue un tratado de paz firmado en diciembre de 1214 entre el Imperio de Nicea, el estado sucesor del Imperio bizantino y el Imperio latino, que fue establecido como consecuencia de la Cuarta Cruzada de 1204.

## Antecedentes
Después de la Cuarta Cruzada, Balduino IX de Flandes fue elegido emperador del Imperio latino, y fue reconocido por tener no sólo una parte de Constantinopla (el resto fue dado a los venecianos), sino también de la región noroeste de Asia Menor, aunque el reconocimiento de la soberanía no significó un control efectivo del territorio. Esto fue hasta que el emperador ejerció ese control, por la fuerza de las armas si era necesario.
Después de la Cuarta Cruzada, Balduino estaba ocupado con los acontecimientos en Tracia y luego fue tomado prisionero por los búlgaros en la batalla de Adrianópolis en abril de 1205.  Asia Menor, fue ignorada por los latinos por el momento, dando así un respiro a Teodoro I Láscaris, que se había declarado emperador y se estableció en Nicea, para consolidar su poder y enfocar su atención en el Sultanato de Rüm durante este tiempo.
El hermano de Balduino, Enrique, se hizo cargo del Imperio Latino e inició sus operaciones contra el Imperio de Nicea a finales de 1206, pero éstos fueron sólo enfrentamientos de menor importancia hasta que Enrique enfocó su atención en 1211. El 15 de octubre de ese año, Enrique obtuvo una gran victoria en la batalla del río Ríndaco y empujó sobre Pérgamo y Ninfeo, pero la guerra de guerrillas de Teodoro en parte limitó los nuevos avances de Enrique.
Debido a que ambas partes estaban exhaustos, el Tratado de Ninfeo fue firmado entre los dos emperadores, frenar el avance latino en Asia Menor. Las posesiones latinas se limitaron a la parte noroeste de Anatolia, que comprendía las costas de Bitinia y la mayoría de Misia.

## Consecuencias

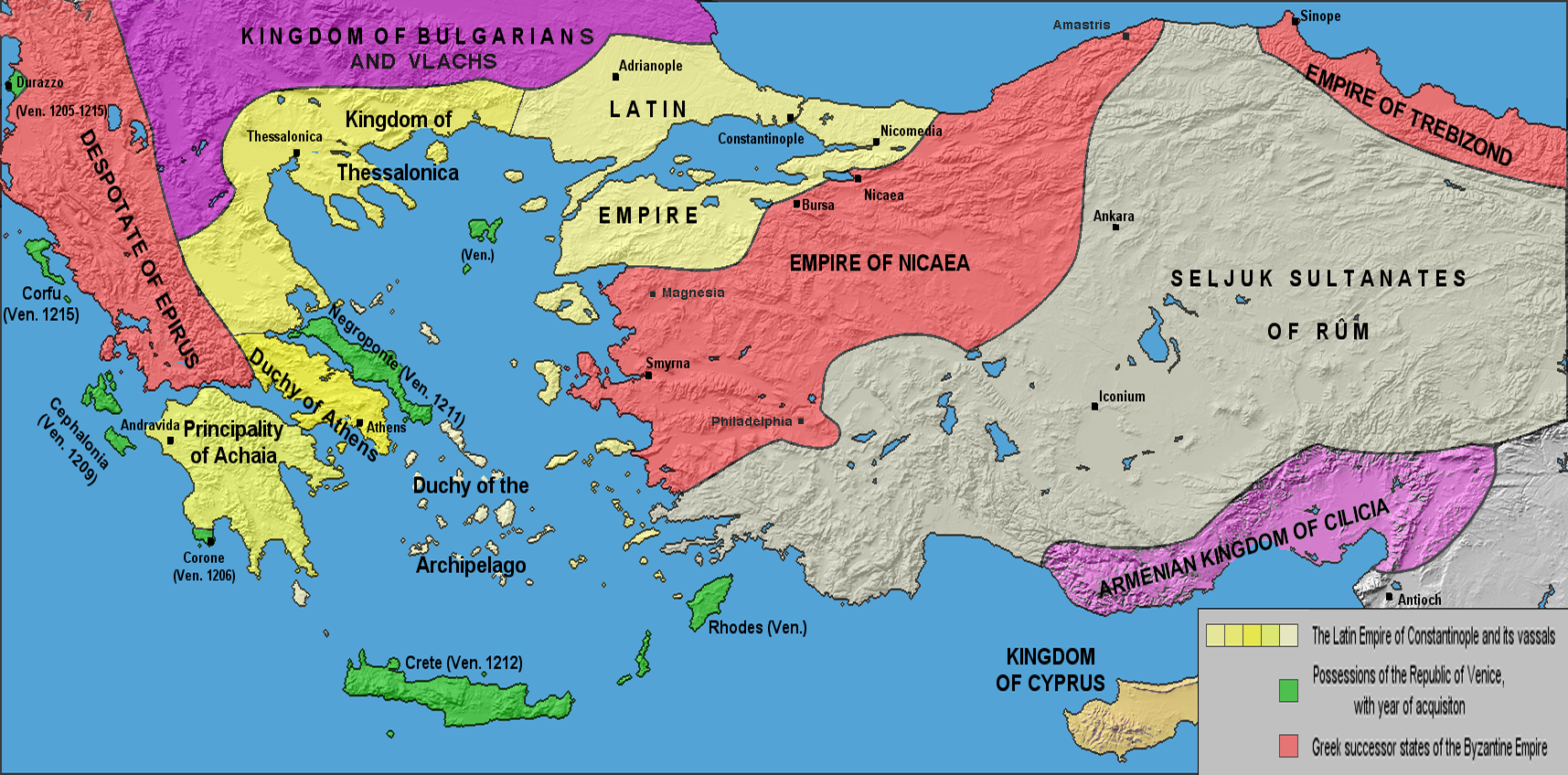
Fronteras entre los Imperios latino y bizantino entre la cuarta cruzada (1204) y el Tratado de Ninfeo(1214)

A pesar de que ambas partes continuaron luchando por muchos años, hubo algunas consecuencias importantes de este acuerdo de paz. Primero, el tratado de paz efectivamente reconoció ambas partes, ya que ninguno de los dos era lo suficientemente fuerte como para destruir al otro. La segunda consecuencia del tratado era que David Comneno, que había sido vasallo de Enrique y que había llevado a cabo su propia guerra contra Nicea, con el apoyo del Imperio latino, ahora perdía efectivamente ese apoyo.
Teodoro fue así capaz de anexar los territorios de David al oeste de Sinope a finales de 1214, ganando acceso al Mar Negro. La tercera consecuencia es que Teodoro era libre de hacer la guerra contra los selyúcidas sin la distracción de los latinos por el momento. Nicea fue capaz de consolidar su frontera oriental por el resto del siglo. Las hostilidades se reanudaron en 1224, y una victoria aplastante de Nicea en la Segunda Batalla de Pemaneno redujo los territorios latinos en Asia con eficacia únicamente hasta la península de Nicomedia. Este tratado permitió a los nicenos ir a la ofensiva en Europa a finales de año, que culminó con la reconquista de Constantinopla en 1261.